# Thukpa
Thukpa is een Tibetaanse soep met pasta en meestal met groente en vlees.
Thukpa is populair in Tibet, Bhutan, Nepal en in verschillende delen van India, waaronder Sikkim en Ladakh.
Er zijn verschillende variëteiten, waaronder thenthuk, gyathuk, pathug en drethug.